# Sono Osato
Sono Osato (in giapponese: 大里 ソノ; Omaha, 29 agosto 1919 – New York, 26 dicembre 2018) è stata una ballerina e attrice statunitense.

## Biografia
Sono Osato nacque ad Omaha nel 1919 da padre giapponese e madre di origini irlandesi e franco-canadesi. Dopo aver visto una rappresentazione di Cléopâtre dei balletti russi iniziò a studiare danza, formandosi sotto la supervisione di Berenice Holmes e Adolph Bolm.
All'età di quattordici anni fu scritturata dai Ballets Russes de Monte-Carlo, con cui danzò per sei anni in lunghe tournée in Europa, Australia, Stati Uniti e Sudamerica.
Nel 1941 tornò a New York per perfezionarsi alla Scuola dell'American Ballet e, dopo sei mesi, fu scritturata dall'American Ballet Theatre. Nella sua prima stagione con la compagnia danzò ne La bella addormentata di Kenneth MacMillan, Pillar of Fire di Antony Tudor e The Beloved di Bronislava Fominična Nižinskaja.
Nel 1943 fece il suo debutto a Broadway del musical One Touch of Venus di Kurt Weill, e l'anno successivo tornò a recitare nel musical di Leonard Bernstein On The Town.
Nel 1948 apparve sul grande schermo ne Il bacio del bandito accanto a Frank Sinatra, mentre nel 1953 recitò a Broadway per l'ultima volta nel dramma di Ibsen Peer Gynt.
Osato fu sposata con Victor Elmaleh dal 1943; la coppia ebbe due figli e rimase unita fino alla morte dell'uomo nel 2014. Morì a Manhattan nel 2018 all'età di 99 anni.

## Filmografia

### Cinema
- Il bacio del bandito (The Kissing Bandit), regia di László Benedek (1948)

### Televisione
- The Adventures of Ellery Queen - serie TV, episodio 1x10 (1950)
- Studio One - serie TV, episodio 4x22 (1952)
- The Seven Lively Arts - serie TV, episodio 1x9 (1958)
- Sunday Showcase - serie TV, episodio 1x9 (1959)